# 2014 OS393
2014 OS393 är en transneptunsk asteroid som är belägen i Kuiperbältet. Den upptäcktes den 30 juli 2014 av Rymdteleskopet Hubble och fick de preliminära beteckningarna 2014 OS393 och e31007AI.
Asteroiden är ett av de objekt som pekats ut som intressanta för en fly-by av New Horizons 
2014 OS393:s senaste periheliepassage skedde den 16 augusti 1965.